# Liste der Äbte von Corbie
Die folgenden Männer waren die 77 namentlich bekannten Äbte der Abtei Corbie (Picardie, Frankreich):
1. 662–675: Heiliger Theofroy (Theofried)
2. 675–6??: Rodogaire
3. 6??–716: Erembert
4. 716–741: Sebastian I.
5. 741–751: Grimoald
6. 751–765: Leutchar
7. 765–771: Addo
8. 771–780: Maurdramnus
9. 781–824: Adalhard (Karolinger)
10. 826–836: Wala
11. 836–840: Heddo
12. 840–843: Isaac
13. 843–851: Paschasius Radbertus
14. 860–860: Odon
15. 860–862: Angelbert
16. 862–875: Trasulphe
17. 875–884: Hildebert
18. 884–890: Gonthaire
19. 890–891: Heilo
20. 891–893: Francon d’Amiens
21. 893–914: Evrard
22. 914–929: Bodon
23. 929–937: Gautier I.
24. 937–945: Bérenger
25. 945–945: Heribald
26. 945–986: Ratold
27. 986–1014: Maingaud
28. 1014–1033: Herbert
29. 1033–1048: Richard
30. 1048–1097: Foulques I. le Grand
31. 1097–1123: Nicolas I.
32. 1123–1142: Robert
33. 1142–1158: Nicolas II. de Mourioux
34. 1158–1172: Jean I. de Bouzencourt
35. 1172–1185: Hugues I. de Pérone
36. 1185–1187: Josse
37. 1187–1193: Nicolas III. de Rouais
38. 1193–1196: Gérard
39. 1196–1198: Jean II. de Brustin
40. 1198–1201: Foulques II. de Fouilloy
41. 1201–1209: Gautier II.
42. 1209–1221: Jean III. de Cornillon
43. 1221–1240: Hugues II.
44. 1240–1254: Raoul I.
45. 1254–1261: Jean IV. de Fontaines
46. 1261–1269: Pierre I. de Mouret
47. 1269–1287: Hugues III. de Vers
48. 1287–1315: Garnier de Bouraine
49. 1315–1324: Henri I. de Villers
50. 1324–1351: Hugues IV. de Vers
51. 1351–1363: Jean V. d’Arcy
52. 1363–1395: Jean VI. de Goye
53. 1395–1418: Raoul II. de Roye
54. 1418–1439: Jean VII. de Lion
55. 1439–1445: Jean VIII. de Bersée
56. 1445–1461: Michel de Dauffiné
57. 1461–1475: Jacques de Ranson
58. 1475–1479: Jean IX. Dansquennes
59. 1479–1483: François I. de Maillers
60. 1485–1506: Pierre II. d’Ottreil
61. 1506–1522: Guillaume III. de Caurel
62. 1522–1550: Kardinal Philippe I. de La Chambre
63. 1550–1556: Sébastien II. de La Chambre
64. 1556–1558: Kardinal Louis I. de Bourbon
65. 1558–1580: Kardinal Charles de Bourbon
66. 1580–1603: Kardinal Louis II. de Lorraine-Guise
67. 1603–1623: Kardinal Louis III. de Lorraine-Guise
68. 1623–1643: Henri II. de Lorraine-Guise
69. 1643–1645: Kardinal Jules Mazarin
70. 1645–1647: Camille Pamphili
71. 1647–1661: Kardinal Jules Mazarin
72. 1669–1693: Philipp II. von Savoyen-Carignan
73. 1693–1713: Kardinal Toussaint de Forbin-Janson
74. 1713–1742: Kardinal Melchior de Polignac
75. 1742–1755: Jean-François Boyer
76. 1755–1788: Kardinal Paul de Luynes
77. 1788–1792: Kardinal Étienne Charles de Loménie de Brienne

## Quelle
Dictionnaire d'Histoire et de Géographie Ecclesiastique